# Sierra de Abanilla
Sierra de Abanilla este o arie protejată (sit de importanță comunitară — SCI) din Spania întinsă pe o suprafață de 990,87 ha, integral pe uscat.

## Localizare
Centrul sitului Sierra de Abanilla este situat la coordonatele 38°13′31″N 1°00′32″W / 38.2253°N 1.0089°V.

## Înființare
Situl Sierra de Abanilla a fost declarat sit de importanță comunitară în aprilie 1999 pentru a proteja 28 de specii de animale.

## Biodiversitate
Situată în ecoregiunea mediteraneană, aria protejată conține 7 habitate naturale: Pseudostepă cu ierburi și specii anuale de Thero-Brachypodietea, Pante stâncoase calcaroase cu vegetație casmofită, Vegetație gipsofilă iberică (Gypsophiletalia), Pajiști carstice calcaroase sau bazofile, de Alysso-Sedion albi, Matorral arborescenți cu Juniperus spp., Tufărișuri termo-mediteraneene și de pre-deșert, Tufărișuri halo-nitrofile (Pegano-Salsoletea).
La baza desemnării sitului se află mai multe specii protejate:
- păsări (25): uliu porumbar (Accipiter gentilis), rață mare (Anas platyrhynchos), acvilă de munte (Aquila chrysaetos), buha (Bubo bubo), șorecarul comun (Buteo buteo), ciocârlie-cu-degete-scurte (Calandrella brachydactyla), Caprimulgus ruficollis, porumbel de scorbură (Columba oenas), porumbel gulerat (Columba palumbus), dumbrăveancă (Coracias garrulus), șoim călător (Falco peregrinus), vânturel roșu (Falco tinnunculus), ciocârlan (Galerida cristata), Galerida theklae, forfecuță gălbuie (Loxia curvirostra), ciocârlie de bărăgan (Melanocorypha calandra), prigoare (Merops apiaster), muscar sur (Muscicapa striata), pietrar mediteranean (Oenanthe hispanica), Oenanthe leucura, pițigoi de brădet (Parus ater), mărăcinar negru (Saxicola torquatus), turturică (Streptopelia turtur), pănțărușul (Troglodytes troglodytes), pupăză (Upupa epops)
- mamifere (3): liliac cu aripi lungi (Miniopterus schreibersii), liliac cu urechi de șoarece (Myotis blythii), liliac comun (Myotis myotis)

Pe lângă speciile protejate, pe teritoriul sitului au mai fost identificate 14 specii de plante, 37 de specii de păsări, 2 specii de amfibieni, 10 specii de mamifere, 7 specii de reptile.